# Hoplophthiracarus stigmosus
Hoplophthiracarus stigmosus är en kvalsterart som beskrevs av Wojciech Niedbała 2000. Hoplophthiracarus stigmosus ingår i släktet Hoplophthiracarus och familjen Phthiracaridae. Inga underarter finns listade i Catalogue of Life.